# Caitlin Regal
Caitlin Regal   (Takapuna, Nova Zelanda, 9 de febrer de 1992) és una piragüista neozelandesa, ja retirada, que competia en la modalitat d'aigües tranquil·les.
Regal va participar en 2 Olimpíades, guanyant la medalla d'or als Jocs Olímpics de Tòquio 2020, en la prova del K-2 500m, al costat de la seva compatriota Lisa Carrington. A més, va guanyar 4 medalles d'or en els Campionats del Món.
L'esportista va començar en el món del piragüisme professional amb 21 anys, ja que fins aleshores havia estat socorrista de surf. El febrer del 2022, amb 29 anys va anunciar la seva retirada de l'esport professional.

## Trajectòria professional
| Jocs Olímpics     | Jocs Olímpics    | Jocs Olímpics | Jocs Olímpics |
| Any               | Seu              | Posició       | Categoria     |
| ----------------- | ---------------- | ------------- | ------------- |
| 2016              | Rio de Janeiro   | 5a posició    | K-4 500m      |
| 2020              | Tòquio           | 9a posició    | K-1 500m      |
| 2020              | Tòquio           | 1             | K-2 500m      |
| 2020              | Tòquio           | 4a posició    | K-4 500m      |
| Campionat del Món |                  |               |               |
| 2015              | Milà             | 9a posició    | K-4 500m      |
| 2017              | Racice           | 1             | K-2 500m      |
| 2017              | Racice           | 3             | K-4 500m      |
| 2018              | Montemor-o-Velho | 2             | K-2 500m      |
| 2018              | Montemor-o-Velho | 2             | K-4 500m      |
| 2019              | Szeged           | 9a posició    | K-2 500m      |
| 2019              | Szeged           | 4a posició    | K-4 500m      |